# Boyeria karubei
Boyeria karubei là loài chuồn chuồn trong họ Aeshnidae. Loài này được Yokoi mô tả khoa học đầu tiên năm 2002.